# Гранді-Сентер (Айова)
Гранді-Сентер (англ. Grundy Center) — місто (англ. city) в США, в окрузі Гранді штату Айова. Населення — 2796 осіб (2020).

## Географія
Гранді-Сентер розташоване за координатами 42°21′50″ пн. ш. 92°46′28″ зх. д. / 42.36389° пн. ш. 92.77444° зх. д. (42.363757, -92.774401).  За даними Бюро перепису населення США в 2010 році місто мало площу 6,54 км², уся площа — суходіл.

## Демографія
Згідно з переписом 2010 року, у місті мешкало 2706 осіб у 1162 домогосподарствах у складі 739 родин. Густота населення становила 413 особи/км².  Було 1256 помешкань (192/км²).
Расовий склад населення:
| - 98,6 % — білих - 0,2 % — чорних або афроамериканців - 0,1 % — вихідців з тихоокеанських островів - 0,1 % — азіатів |

До двох чи більше рас належало 1,0 %. Частка іспаномовних становила 0,4 % від усіх жителів.
За віковим діапазоном населення розподілялося таким чином: 22,9 % — особи молодші 18 років, 54,4 % — особи у віці 18—64 років, 22,7 % — особи у віці 65 років та старші. Медіана віку мешканця становила 42,9 року. На 100 осіб жіночої статі у місті припадало 86,4 чоловіків;  на 100 жінок у віці від 18 років та старших — 80,8 чоловіків також старших 18 років.
Середній дохід на одне домашнє господарство  становив 62 921 долар США (медіана — 50 000), а середній дохід на одну сім'ю — 76 502 долари (медіана — 67 500). Медіана доходів становила 41 325 доларів для чоловіків та 36 207 доларів для жінок. За межею бідності перебувало 10,5 % осіб, у тому числі 15,3 % дітей у віці до 18 років та 3,9 % осіб у віці 65 років та старших.
Цивільне працевлаштоване населення становило 1298 осіб. Основні галузі зайнятості: освіта, охорона здоров'я та соціальна допомога — 28,3 %, роздрібна торгівля — 15,8 %, виробництво — 10,5 %, фінанси, страхування та нерухомість — 6,9 %.